# Державний музей природознавства (Карлсруе)
49°00′26″ пн. ш. 8°24′01″ сх. д. / 49.0073° пн. ш. 8.4003° сх. д.
Державний природничий музей Карлсруе (нім. Staatliches Museum für Naturkunde Karlsruhe), скорочено SMNK, є одним з двох природничих музеїв землі Баден-Вюртемберг. 
Разом з Державним музеєм природознавства Штутгарта він є одним з найважливіших сховищ державних природничих колекцій.
Музей добре відомий своїми виставками з усіх аспектів природничої історії в місті Карлсруе та за його межами. 
Щороку SMNK відвідують близько 150 000 осіб.
Дослідження в музеї в основному стосуються різних галузей природничої історії, тобто геології, палеонтології, таксономії, біогеографії та екології. 
SMNK є частиною національних мереж Німецьких природничо-історичних дослідницьких колекцій (DNFS), Гумбольдт-кільця (Асоціація дослідницьких музеїв) та Міжнародної ради музеїв (ICOM).
SMNK має довгу історію, оскільки виник із кабінету природничої історії ландграфині Кароліни Луїзи Гессен-Дармштадтської в середині XVIII століття.

## Критика
Музей критикували за неетичне і, можливо, незаконне привласнення скам'янілостей. 
Скам'янілість, яку неофіційно назвали Ubirajara jubatus, незвичайний динозавр крейдяного періоду зі структурами, які можуть бути ранніми пір'ям, був знайдений в 1990 році в Бразилії групою палеонтологів. 
Він був вивезений з країни 1995 року з дозволом бразильської влади на вивезення невизначених зразків скам'янілостей (що унеможливлює його прямий зв'язок зі скам'янілістю "Убіраджара"). 
Однак бразильське законодавство не дозволяє постійний експорт скам'янілостей, лише позики
. 
Як наслідок, документ з описом скам'янілості був тимчасово вилучений
 . 
2023 року скам'янілість повернули до Бразилії
. 
Інші бразильські скам'янілості в музеї, зокрема Unwindia та Susisuchus, зіткнулися з подібними етичними проблемами
.